# (6739) Tarendo
(6739) Tarendo es un asteroide perteneciente al cinturón exterior de asteroides descubierto el 19 de marzo de 1993 por el Uppsala-ESO Survey of Asteroids and Comets desde el Observatorio de La Silla.

## Designación y nombre
Designado provisionalmente como 1993 FU38. Fue nombrado por  Tärendö, una pequeña comunidad al norte del círculo polar ártico en la provincia sueca de Norbotnia, los restos arqueológicos muestran que ha estado poblada desde la Edad de Piedra. En sus alrededores boscosos, las festividades anuales de solsticio de verano atraen a miles de visitantes, que celebran joie de vivre.

## Características orbitales
Tarendo está situado a una distancia media de 3,231 ua, pudiendo alejarse un máximo de 3,617 ua y acercarse un máximo de 2,845 ua. Tiene una excentricidad de 0,119 y la inclinación orbital 2,457 grados. Emplea 2121,33 días en completar una órbita alrededor del Sol.
Pertenece a la familia de asteroides de (24) Themis.
Los próximos acercamientos a la órbita de Júpiter ocurrirán el 9 de febrero de 2027, el 17 de junio de 2038 y el 8 de octubre de 2049.

## Características físicas
La magnitud absoluta de Tarendo es 13,00. Tiene un diámetro de 13,982 km y su albedo se estima en 0,052.